# Göran Adolph Oxehufvud
Göran Adolph Oxehufvud, född 5 juni 1799 i Kungslena, död 15 november 1852 i Buenos Aires, var en svensk sjökapten. Han var farbror till Christer Gustaf Oxehufvud.

## Biografi
Adolph Oxehufvud var son till överstelöjtnant Bo Oxehufvud och tillhörde den uradliga ätten Oxehufwud. Han erhöll sin skolundervisning med informator i hemmet och gick till sjöss 1812. 1819 avlade han styrmansexamen och utnämndes 1820 till underlöjtnant i flottan. 1825 besökte han Sydamerika och 1827 bildade han tillsammans med sin släkting Carl Carlsson Bonde på Ericsbergs slott ett rederi för att driva affärer på Sydamerika. Företaget började sin verksamhet bra men gick i konkurs sedan Oxehufvud 1828 lidit skeppsbrott utanför Argentina. Oxehufvud stannade därefter i Montevideo där han ägnade sig åt affärer, boskapsskötsel och jordbruk. 1831 återkom han till Sverige och befordrades då till premiärlöjtnant vid Storamiralens stab i Stockholm. 1834 blev han adjutant hos kronprins Oscar och 1841 kaptenlöjtnant. Under sin tid i Sverige arbetade han för utveckling inom sjöfartens område. På Riddarhuset framträdde han mot invecklade förordningar och arbetade för inrättande av moderna navigationsskolor.
Han är mest känd som initiativtagare till den skandalomsusade Oxehufvudska expeditionen till Latinamerika 1840-1841. År 1840 erbjöd Oxehufvud en rad unga sjöbefäl, bland andra Henrik Ludvig Sundevall, Carl Skogman och André Oscar Wallenberg, att följa med honom på skeppet Prins Oscar till Latinamerika för att erhålla undervisning i sjöfart. Resan drabbades dock av en rad missöden och tvingades göra ett långt uppehåll i Lissabon, där Wallenberg lämnade expeditionen.
När Prins Oscar anlöpt hamnen Buenos Aires i augusti 1841 beslutade Oxehufvud att sälja skeppet till den argentinska flottan då han hamnat i ekonomiska trångmål. Den svenska besättningen tog sig hem med hjälp av Skogman, medan Oxehufvud gifte sig lokalt och stannade i La Plataländerna fram till sin död. Många av deltagarna i expeditionen gick senare vidare till viktiga ställningar inom svensk sjöfart efter hemkomsten.